# Kloníon
Kloníon (Kloni) är en ort i Grekland.   Den ligger i prefekturen Fthiotis och regionen Grekiska fastlandet, i den centrala delen av landet, 170 km nordväst om huvudstaden Aten. Kloníon ligger 302 meter över havet och antalet invånare är 144.
Terrängen runt Kloníon är huvudsakligen kuperad, men åt nordost är den platt. Runt Kloníon är det ganska glesbefolkat, med 24 invånare per kvadratkilometer. Närmaste större samhälle är Spercheiáda, 2,2 km öster om Kloníon. 